# Le Séducteur (film, 1958)
Pour les articles homonymes, voir Le Séducteur.
Pour plus de détails, voir Fiche technique et Distribution.
Le Séducteur (ساحر النساء, Sahir al nisa) est un mélodrame égyptien réalisé par Fatine Abdel Wahab et sorti en 1958.

## Fiche technique
- Titre français : Le Séducteur[1]
- Titre original arabe : ساحر النساء[2] ; Sahir al nisa[1]
- Réalisateur : Fatine Abdel Wahab
- Scénario : Naguib Mahfouz, Kamel el-Telmissany (ar), Abbas Kamel, Mahmoud Sobhy
- Photographie : Mohamed Abd Aladim
- Montage : Kamal Abou Elila
- Musique : Atiya Sharara
- Production : Abbas Helmi, Mohamed Abdel Gawad, Mohamed Abou Al Foutouh, Aflam Al Ittihad
- Société de production : Al Ittihad Films
- Pays de production :  Égypte
- Langue de tournage : arabe
- Format : Noir et blanc
- Durée : 105 minutes
- Genre : Mélodrame sentimental
- Dates de sortie :
  - Égypte : 1958
  - France : 11 septembre 1974[1]

## Distribution
- Farid Chawki : Hamza Bahlavane
- Hind Rostom : Aziza
- Tewfik Al Dekn (ar) : El-Kawakby
- Wedad Hamdi (ar) : Adalat
- Reyad Al Kassabgui (ar) : Morsi
- Soheir El Bably : Souad